# فردیناند چهارم (سیسیل)

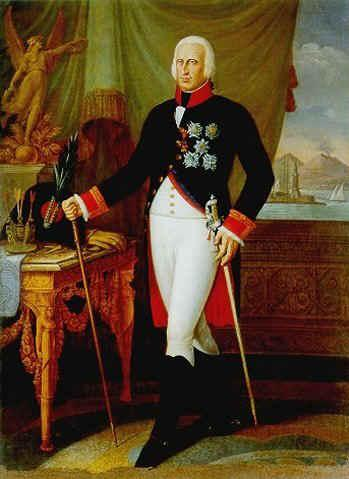
فردیناند چهارم پاشاه ناپل و سیسیل

فردیناند چهارم (به ایتالیایی: Ferdinando I di Borbone) (۱۲ ژانویه ۱۷۵۱، ناپل؛ ۴ ژانویه ۱۸۲۵، ناپل) پادشاه ناپل از سال ۱۷۵۹ تا ۱۸۰۶ و با نام فردیناند اول بعنوان پادشاه پادشاهی سیسیل از سال ۱۸۱۵ تا ۱۸۲۵ بود. او از خاندان بوربون‌ها بود و سومین فرزند کارل سوم.

## نگارخانه
